# جوني مور
جوني مور (بالإنجليزية: Johnny Moore)‏ (28 أغسطس 1947 بغلاسكو في المملكة المتحدة - ) هو مدرب كرة قدم ولاعب كرة قدم أمريكي في مركز الوسط. شارك مع منتخب الولايات المتحدة لكرة القدم. أما مع النوادي، فقد لعب مع سان خوزيه إيرث كويكس وOakland Stompers ‏ وديترويت لايتنينغ ‏ وكنساس سيتي كومتس ‏ وفينكس إنفيرنو ‏ وSan Francisco Fog (soccer) ‏.

## وصلات خارجية
- جوني مور على موقع ناشيونال فوتبول تيمز (الإنجليزية)